# 贝壳之家

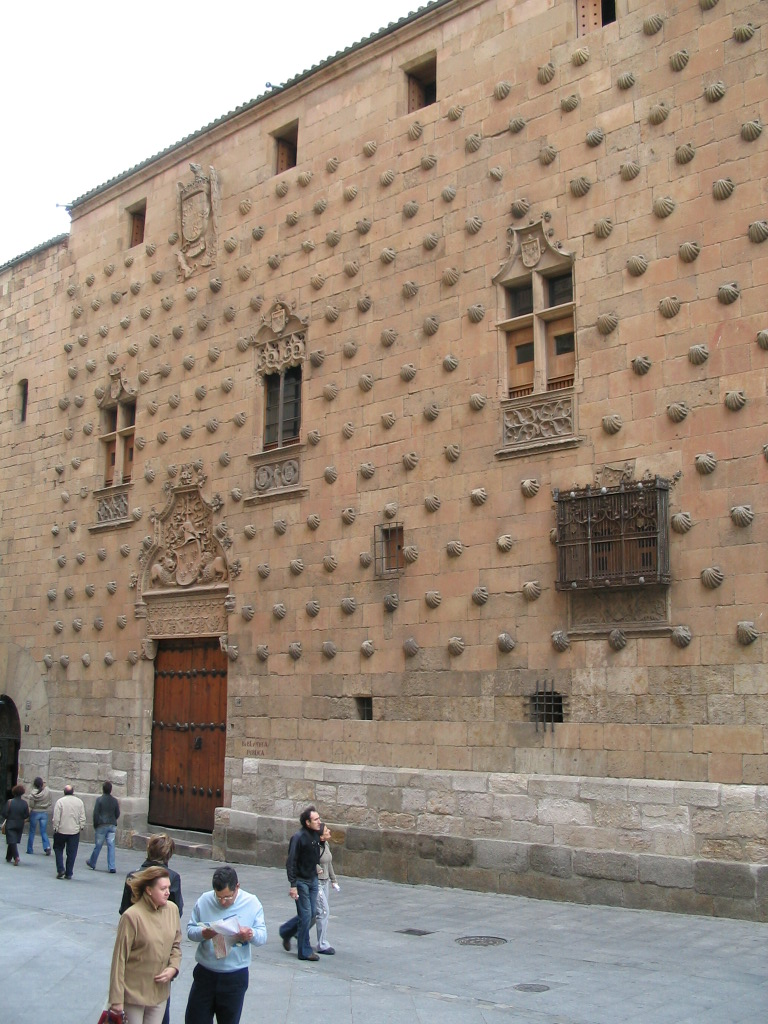
贝壳之家

贝壳之家（Casa de las Conchas）是西班牙萨拉曼卡的一座历史建筑，目前是一座公共图书馆。
这座建筑由保护圣雅各伯朝圣者的骑士团的一位骑士、萨拉曼卡大学教授罗德里戈·阿里亚斯·马尔多纳多兴建于1493年到1517年。立面混合了哥特式和银匠风格，装饰着300多个贝壳， 圣雅各伯骑士团和以及圣雅各伯之路的朝圣者的标志。立面还有天主教双王（伊莎贝拉一世和斐迪南二世）的纹章，和4个哥特式风格的窗户，每一个都有不同的形状。入口处有马尔多纳多家族的纹章，而在楣梁有文艺复兴时期爱情的象征海豚，以及蔬菜。
内院很有特点，下层的拱门由方形壁柱支撑，而在上层则由卡拉拉大理石的矮柱支撑。